# Katonga (rivier)
De Katonga is een ongeveer 220 km lange rivier in Oeganda. De rivier ontspringt in de moerassen ten zuidwesten van het Wamalameer en stroomt oostwaarts om uit te monden in het Victoriameer. De monding bevindt zich nabij Lukaya in het district Kalungu.
Oorspronkelijk vloeide de Katonga westwaarts vanuit het Victoriameer helemaal tot in het Georgemeer. Maar door tektonische opheffing is deze loop onderbroken en is de stroomrichting van de rivier veranderd.
De rivier stroomt voornamelijk door savanne. Het nabijgelegen Katonga-wildreservaat is naar de rivier genoemd.